# ERRdeKa
Errdeka (früher RdK oder Erdeka, bürgerlich Raphael Endraß; * 12. März 1991 in Aichach-Friedberg) ist ein deutscher Rapper aus Mering. Er stand von 2014 bis 2018 bei dem von Friedrich Kautz (Prinz Pi) gegründeten Label Keine Liebe aus Berlin unter Vertrag und arbeitet aktuell daran, sein eigenes Label Eyeslow aufzubauen.
Sein Künstlername ist abgeleitet von "Raphi da King" wie er sich nannte, als er als Sprayer im Raum Mering und Merching unterwegs war.

## Leben
Errdeka wuchs in Mering im Landkreis Aichach-Friedberg auf. In seinen jungen Jahren hörte er vor allem Limp Bizkit, KoRn, Slipknot und System of a Down. Zu deutschem Hip-Hop gelangte er durch Künstler wie Die Sekte, Frauenarzt oder King Orgasmus, die ihn inspirierten und motivierten, erste eigene musikalische Schritte in Sachen Rapmusik zu machen. In Eigenregie veröffentlichte er von 2008 bis 2011 sechs Mixtapes, über 100 Freetracks sowie eine selbst designte Merchkollektion (Errwear). Er absolvierte eine Ausbildung zum Mediengestalter und gründete gemeinsam mit seinen beiden Freunden Big B und Janisis im Jahr 2011 das Label Eyeslow Records.
Unter diesem Pseudonym erschienen bis 2013 vier weitere Mixtapes, deren Singleauskopplungen aufgrund von Musikvideos mit mehreren hunderttausend Aufrufen für Aufsehen sorgten. Der Song Ja ich bin Hipster feat. Janisis mit dazugehörigem Video wurde von diversen Medien sowie namhaften Künstlern im Indie- und Hip-Hop-Bereich gefeaturet und verschaffte Eyeslow einen ersten Durchbruch. Zudem gründete er, zusammen mit zwei Freunden im Jahre 2012 die elektronische Veranstaltungsreihe Monstaub, bei der er unter dem Pseudonym Raphael Schön auflegt, das Artwork erstellt, Podcasts mixt und eigene Songs im Techno- und Technohousebereich produziert.
Durch den medialen Erfolg von Errdeka und Eyeslow wurden einige Labels aufmerksam und so kam es zum Vertrag bei Keine Liebe, über das am 24. Oktober 2014 sein Debütalbum Paradies erschien, das von Max Mostley produziert wurde. Durch das Album wurde er u. a. auf dem Cover des Hip-Hop-Magazins Juice publiziert und hatte mehrere Auftritte bei Hip-Hop-Festivals.
Sein zweites Album, Rapunderdog, das wieder von Max Mostley produziert wurde, erschien am 28. August 2015 und schaffte es in die Top 10 der deutschen Albumcharts. Am 20. November 2016 veröffentlichte eRRdeKa ein weiteres Mixtape. Im Herbst 2017 kündigte er via Facebook an, an einem weiteren Album mit dem Titel Solo zu arbeiten. Es erschien am 12. März 2018 und beinhaltet Features mit den Künstlern Oliver Gottwald, Finn, Goldroger, Curly und Ahzumjot.
Am 29. März 2019 veröffentlichte er seine EP 28. Diese beinhaltet vier Tracks, unter anderem Silikon, den er bereits am 21. März 2019 veröffentlicht hatte.

## Diskografie

### Alben
- 2014: Paradies
- 2015: Rapunderdog
- 2018: Solo
- 2018: Liebe
- 2022: Elias

### Mixtapes
- 2008: Die Superlative
- 2008: Die eRReKtion
- 2008: German Errlines (EP)
- 2010: I Bring the Fire Baby (EP)
- 2011: Das Nachspiel
- 2011: Dein Vater auf Koks
- 2012: Eyeslow Mixtape (Mixtape)
- 2012: Eyeslow Mixtape II (Mixtape)
- 2013: Eyeslow Mixtape III (Mixtape)
- 2013: Lazy Kushbearz Mixtape
- 2016: Eyeslow Mixtape IV (Mixtape)
- 2019: 28 (EP)
- 2019: voyage (EP)
- 2020: FOREVERR (EP)
- 2021: Der Frieden meines Hasses (EP)

### Juice-EPs/Juice-Exclusives
- 2014: Keine Liebe (mit Prinz Pi & Olson)
- 2015: Unter Deck (feat. Frauenarzt)